# Inert
Inert (z łac. inertia = „bezwładność”), zwany też techniczną jednostką masy (w skrócie: tjm), jednostka masy w układzie MkGS, obecnie wyszła z użycia.
W układzie tym jednostka masy jest jednostką pochodną, natomiast jednostka siły podstawową.
1 inert = 9,80665 kg.
Odpowiada ilorazowi siły 1 kilograma-siły przez przyspieszenie 1 m/s2. Odpowiednio jest to także masa której iloczyn przez przyspieszenie 1 m/s2 jest równy sile 1 kilograma-siły.